# Heribert Kalchreuter
Heribert Kalchreuter (* 13. März 1939 in Heidenheim an der Brenz; † 14. März 2010 in der Dominikanischen Republik) war ein deutscher Jagdwissenschaftler und Wildbiologe. Internationale Bekanntheit erlangte er vor allem durch sein Buch Die Sache mit der Jagd (erstmals 1977). Kalchreuter war unter anderem für Bundesbehörden tätig. Seine wissenschaftlichen Arbeiten sind zum Teil sehr umstritten.

## Leben
Heribert Kalchreuter studierte Geologie in München und Forstwissenschaften mit dem Abschluss als Diplom-Forstwirt an der Albert-Ludwigs-Universität Freiburg, dort promovierte er 1970. Kalchreuter unternahm zahlreiche Studienreisen in Europa, Nord-, Mittel- und Südamerika und war Dozent am College of African Wildlife Management in Tansania. Ab 1978 war er im Jagdreferat des Bundesministeriums für Ernährung, Landwirtschaft und Forsten tätig.
Kalchreuter wurde im Jahr 2002 vom polnischen Staatspräsidenten Aleksander Kwaśniewski zum Professor ernannt. Dabei wurde er als Angehöriger des "European Wildlife Research Institutes" in Deutschland angeführt. Es existiert jedoch keinerlei Hinweis darauf, dass dieses Institut mehr darstellt als eine private Unternehmung Kalchreuters. Adresse und Telefonnummer waren mit Kalchreuters privaten Kontaktdaten in Bonndorf-Glashütte identisch, nach seinem Tode finden sich weder eine Internetseite noch Kontaktdaten des Instituts im Internet.
Der Umschlagtext der fünften Auflage seines Hauptwerkes "Die Sache mit der Jagd" von 2003 weist das Institut als Einrichtung der Agricultural University of Poznań aus und behauptet, dass Kalchreuter hier eine Professur innehabe. Es finden sich jedoch auf der Website der Universität, die seit 2008 "Umweltuniversität Posen" heißt, weder ein Hinweis auf die Existenz des Instituts noch darauf, dass Kalchreuter jemals dort eine Professur innehatte.
Kalchreuter war in verschiedenen nationalen und internationalen Gremien aktiv, so in der Species Survival Commission der IUCN, als Vorstandsmitglied von Wetlands International, Mitglied im Wissenschaftlichen Ausschuss des Abkommens zur Erhaltung der afrikanisch-eurasischen wandernden Wasservögel (AEWA), Präsident und später Ehrenpräsident der Zugvogelkommission des Internationalen Jagdrates zur Erhaltung des Wildes (CIC). Kalchreuter verstarb am 14. März 2010 während eines Urlaubes in der Dominikanischen Republik.

## Werk
Im Jahr 1977 veröffentlichte er sein Buch Die Sache mit der Jagd. pro und contra, das im In- und Ausland breite Beachtung fand und kontroverse Diskussionen auslöste. Während es von Jagdwissenschaftlern wie Kurt Lindner große Zustimmung erfuhr und der Deutsche Jagdschutz-Verband (DJV) ihm dafür 1978 den DJV-Preis für Öffentlichkeitsarbeit verlieh, stieß es in naturschützerischen und speziell ornithologischen Fachzeitschriften als Apologie der Jagd auf erhebliche Kritik. Das Werk erschien auch in Dänisch und Polnisch sowie als Taschenbuch und erfuhr mehrere aktualisierte Neuauflagen.
Neben allgemeinen Fragen zur Jagd hat sich Kalchreuter vor allem mit Vögeln und deren Bejagung beschäftigt. So legte er 1979 das Werk Die Waldschnepfe vor und verfasste mehrere Bücher über das Rebhuhn und das Wasserwild. Auch an der Erarbeitung der „Roten Liste“ der in Baden-Württemberg gefährdeten Vogelarten 1977 war er beteiligt.
Neben Sachbüchern veröffentlichte Kalchreuter unter dem Titel Zurück in die Wildnis. Jagdliche Abenteuer in Alaska, Afrika und Asien 1990 Erlebnisberichte über seine Jagd-Aufenthalte in Tansania, Alaska und der Mongolei. 2007 ergänzte er diese Schilderungen durch das autobiografische Buch Zwischen Wildnis und Zivilisation. Erlebnisse eines jagenden Weltenbummlers.

## Rezeption
Einige von Kalchreuters ornithologischen Arbeiten der 1970er und frühen 1980er Jahre, insbesondere seine Arbeiten zur Waldschnepfe sowie zur Rabenkrähe fanden international Beachtung, erschienen in renommierten Zeitschriften wie Die Vogelwarte und werden bis in die Gegenwart zitiert. Seine Monographie „Die Waldschnepfe“ wurde von Ornithologen wie Walter J. Bock und John Tautin gelobt. Weitere Arbeiten publizierte Kalchreuter vor allem in jagdwissenschaftlichen Zeitschriften.
Eine Reihe seiner Veröffentlichungen und Gutachten wurde und wird jedoch von Ornithologen und Naturschützern als einseitig, unwissenschaftlich oder polemisch kritisiert. Diese Schriften beschäftigen sich vor allem mit Bestandsermittlungen von Prädatoren, mit dem vermeintlichen Schutz bestimmter Tierarten durch Bejagung von Prädatoren oder mit den Auswirkungen der Jagd auf bestimmte Tierarten. Dabei wird ihm insbesondere häufig vorgeworfen, Ergebnisse eigener oder fremder Studien nicht korrekt oder tendenziös zu zitieren oder nicht gerechtfertigte Schlussfolgerungen zu ziehen.
Positive Rezeption erfuhren seine Arbeiten hingegen in jagdwissenschaftlichen Publikationen. Für sein Buch Das Wasserwild. Verbreitung und Lebensweise. Jagdliche Nutzung und Erhaltung (2000) verlieh ihm der Internationale Jagdrat zur Erhaltung des Wildes (CIC) den „CIC Literary Technical Prize“ 2002. Sein jagdwissenschaftliches Lebenswerk wurde mit dem „CIC Literary Cultural Prize“ gewürdigt.

## Schriften
- Untersuchungen an Populationen der Rabenkrähe (Corvus c. corone). Dissertation, Freiburg im Breisgau 1970.
- Die Sache mit der Jagd. pro und contra. München, Bern und Wien 1977. 5. Auflage unter dem Titel Die Sache mit der Jagd. Perspektiven für die Zukunft des Waidwerks. Stuttgart 2003, ISBN 3-440-09323-9.
- Die Waldschnepfe. Mainz 1979, ISBN 3-87341-030-3.
- Habicht, Mensch und Beutetier. Informationen aus der Wildforschung, Nr. 1. Bonndorf-Glashütte 1980.
- Vom Rebhuhn und seiner Umwelt. Ein Überblick über neue Erkenntnisse. Informationen aus der Wildforschung, Mainz 1982, ISBN 3-87341-040-0.
- (Hrsg.): Second European Woodcock and Snipe Workshop. Fordinbridge, England, 30th March – 1st April 1982. Slimbridge 1983.
- Wasserwild im Visier. Jagd und Schutz von Wasservögeln. München, Wien und Zürich 1987. 2. Auflage unter dem Titel Das Wasserwild. Verbreitung und Lebensweise. Jagdliche Nutzung und Erhaltung. Stuttgart 2000, ISBN 3-440-08150-8.
- Zurück in die Wildnis. Jagdliche Abenteuer in Alaska, Afrika und Asien. Hamburg und Berlin 1990, ISBN 3-490-40011-9.
- Rebhuhn aktuell. Ein Überblick über neue Erkenntnisse. Informationen aus der Wildforschung, Mainz 1991, ISBN 3-87341-074-5.
- Jäger und Wildtier. Auswirkungen der Jagd auf Tierpopulationen. Informationen aus der Wildforschung, Mainz 1994, ISBN 3-87341-078-8.
- (Hrsg.): Fourth European Woodcock and Snipe Workshop. Proceedings of an international symposium of the IWRB Woodcock and Snipe Research Group, Saarbrücken, Germany, 6. – 8. April 1992 = Quatrième Symposium Européen sur la Bécasse et la Bécassine. IWRB publication, 31, Slimbridge 1994, ISBN 0-9505731-4-0.
- mit Zygmunt Pielowski: Greifvögel und Niederwildhege. Paris 1996.
- (Hrsg.): Proceedings of the First and the Second International Conference of Baltic Sea States, may 1993 and may 1995. Informationen aus der Wildforschung, Mainz 1996, ISBN 3-87341-083-4.
- mit Volker Guthörl: Wildtiere und menschliche Störungen. Problematik und Management. Informationen aus der Wildforschung, Mainz 1997, ISBN 3-87341-086-9.
- (Hrsg.): Fifth European Woodcock and Snipe Workshop. Proceedings of an international symposium of the Wetlands International Woodcock and Snipe Specialist Group, Czempin, Poland, 3 – 5 May 1998. Wetlands International global series (4) / International wader studies (11), Wageningen 2000, ISBN 90-5882-004-1.
- Rabenvögel und Artenschutz. Erkenntnisse internationaler Forschung. Informationen aus der Wildforschung, Mainz 2001, ISBN 3-87341-096-6.
- mit Susanne Köneke: Zwischen Wildnis und Zivilisation. Erlebnisse eines jagenden Weltenbummlers. Stuttgart 2007, ISBN 978-3-440-11199-4.
- Federwild. In: Richard Blase (Begr.): Die Jägerprüfung. Das Lehr-, Lern- und Nachschlagewerk für Ausbildung und Praxis. 29. Auflage. Wiebelsheim 2007, ISBN 978-3-494-01434-0.